# Маяк Большой Олений
Маяк Большой Олений — упразднённый в 2006 году посёлок в Мурманской области России. Находился на территории городского округа ЗАТО город Североморск. Население отсутствует.

## История
В 1910 году на острове Большой Олений был построен маяк, а в 1925 году поблизости оборудовано место хранения керосина и якорное место у становища Захребетное.
В 1950 году был основан посёлок для обслуживания маяка и становища.
В 1998 году маяк переведён в автоматический режим с установкой питания световой аппаратуры АСА-500, что вызвало ненадобность в кадрах.

## Население
29 сентября 2006 года законом Мурманской области населённый пункт Маяк Большой Олений в связи с отсутствием проживающего населения был упразднён.